# Synagris mandibularis
Synagris mandibularis är en stekelart som beskrevs av Henri Saussure 1863. Synagris mandibularis ingår i släktet Synagris och familjen Eumenidae. Inga underarter finns listade i Catalogue of Life.